# Kristdemokraterna

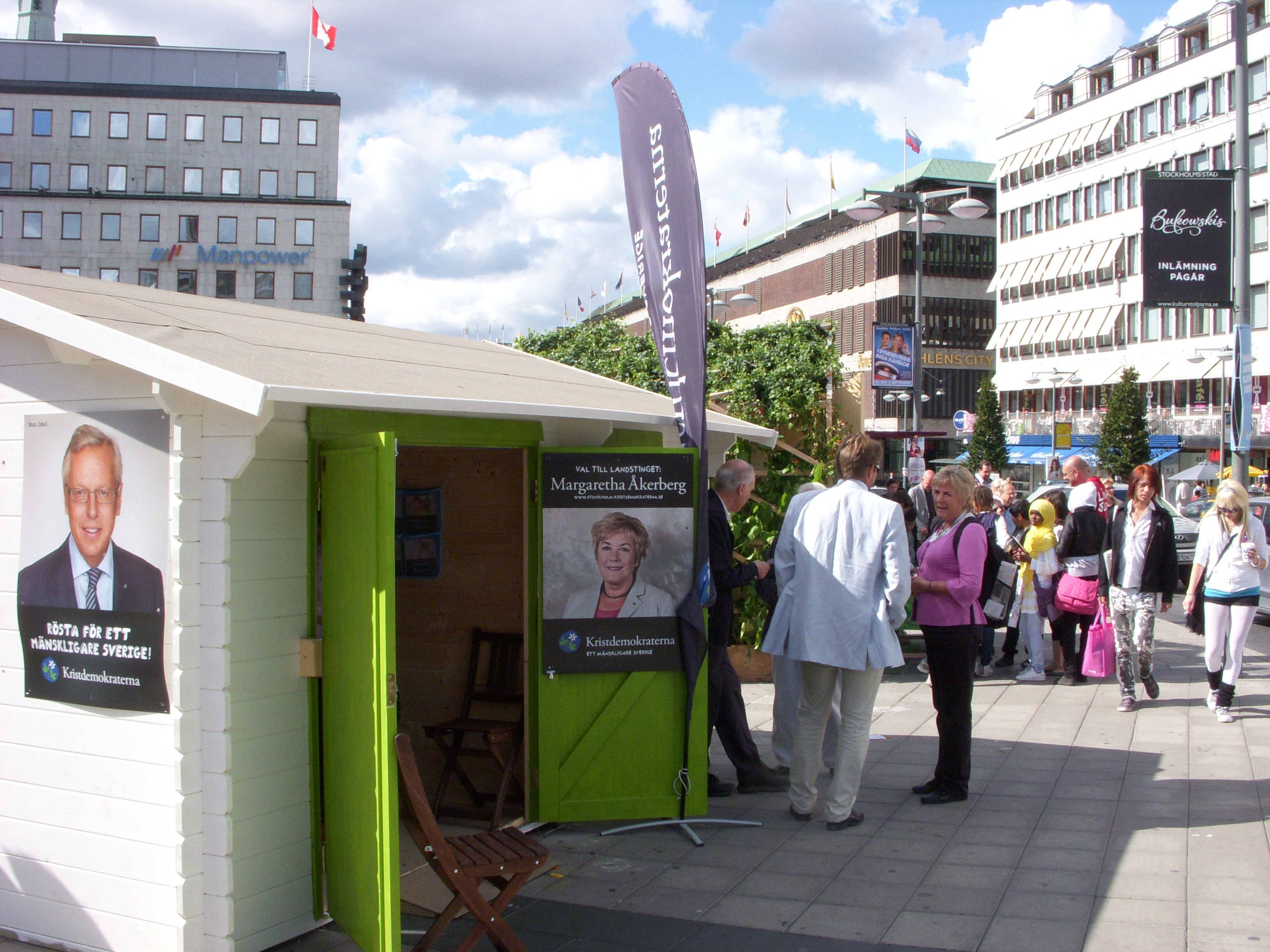
Infostand der Christdemokraten im schwedischen Wahlkampf 2010, Stockholm

Kristdemokraterna (kurz KD, deutsch: Die Christdemokraten) bilden eine im schwedischen Reichstag vertretene politische Partei. Sie ist eine christlich-soziale Partei mit starker Verankerung in den schwedischen Freikirchen. Die Christdemokraten erreichten bei der Reichstagswahl 2018 6,3 % der Stimmen und 22 von 349 Mandaten. Parteivorsitzende ist seit April 2015 Ebba Busch.

## Geschichte
1964 wurde die Partei Kristen Demokratisk Samling (KDS) gegründet. In den ersten zwei Jahrzehnten verfolgte die Partei eine kulturkonservative Linie mit einer starken Orientierung auf christliche Werte. Die Wahlresultate lagen in den ersten zwei Jahrzehnten unter zwei Prozent. 1987 kam es zu einer Totalrevision des Parteiprogramms und zu einem Namenswechsel in Kristdemokratiska Samhällspartiet (Christdemokratische Gesellschaftspartei). Die Partei öffnete sich für eine pragmatischere, nicht-konfessionelle Politik: Unter anderem engagierte man sich verstärkt in Umweltfragen und präzisierte die wirtschafts- und sozialpolitischen Positionen.
Nachdem der Parteivorsitzende Alf Svensson in der Legislaturperiode 1985/1988 über die Liste der Zentrumspartei in den Reichstag eingezogen war, gelang es den Christdemokraten bei der Wahl 1991, die Vier-Prozent-Hürde zu nehmen und in Fraktionsstärke in den Reichstag einzuziehen. Sie nahmen an der bürgerlichen Koalitionsregierung von Carl Bildt (1991–1994) teil, und Alf Svensson wurde Minister für Entwicklungshilfe. 1996 wechselte die Partei erneut den Namen (Kristdemokraterna).
Die Spannungen zwischen den zwei Flügeln innerhalb der Partei, den strenggläubigen christlichen Mitgliedern und den Pragmatikern, die eine nicht-konfessionelle Parteilinie auf Basis des christlichen Wertesystems vertreten, traten bei der Wahl 1998 deutlich hervor.
Nach dem Rücktritt des langjährigen Parteichefs Svensson 2004 konkurrierten Göran Hägglund, Maria Larsson und Mats Odell um den Vorsitz. Sowohl Larsson als auch Odell zogen ihre Bewerbung allerdings zurück, so dass Hägglund am 3. April 2004 ohne Gegenkandidaten zum neuen Vorsitzenden gewählt wurde. Im Vorfeld der Wahl 2006 bildeten die Christdemokraten mit drei anderen Parteien des bürgerlichen Lagers das Wahlbündnis Allianz für Schweden unter der Führung von Fredrik Reinfeldt. Die Allianz gewann die Wahl, Reinfeldt wurde zum Ministerpräsidenten gewählt, und für die Christdemokraten traten Hägglund als Minister für Gesundheit und Soziales, Larsson als Ministerin für Volksgesundheits- und Sozialhilfefragen und Odell als Minister für Kommunal- und Finanzmarktfragen in die Regierung ein.
Bei der Europawahl 2009 erreichte die Partei 4,7 %. Der frühere Parteivorsitzende Alf Svensson konnte durch einen Vorzugsstimmenwahlkampf als einziger Abgeordneter der Christdemokraten in das Europaparlament einziehen. Er war dort Mitglied der EVP-Fraktion. In der Reichstagswahl 2010 mussten die Christdemokraten mit 5,6 % leichte Verluste hinnehmen, aufgrund des guten Gesamtergebnisses der Allianz konnte diese jedoch weiter regieren. Hägglund blieb Gesundheits- und Sozialminister, Larsson wurde neue Ministerin für Jugend und Senioren. Odell schied aus der Regierung aus, für ihn trat Stefan Attefall als Minister für öffentliche Verwaltung und Wohnfragen in die Regierung Reinfeldt ein.
Die Christdemokraten erzielen ihre besten Wahlergebnisse traditionell im sogenannten schwedischen Bibelgürtel im småländischen Hochland und dort speziell in der Gemeinde Gnosjö.

## Reichstagswahlen
Bis 1968 Wahlen zur Zweiten Kammer. Angaben von Statistiska Centralbyrån.
| - 1964 1,8 % - 1968 1,5 % - 1970 1,8 % - 1973 1,8 % - 1976 1,4 % | - 1979 1,4 % - 1982 1,9 % - 1985 2,3 % - 1988 2,9 % - 1991 7,1 % | - 1994 4,1 % - 1998 11,8 % - 2002 9,2 % - 2006 6,6 % - 2010 5,6 % | - 2014 4,6 % - 2018 6,3 % - 2022 5,3 % |

## Parteivorsitzende
- 1964–1972 Birger Ekstedt
- 1973–2004 Alf Svensson
- 2004–2015 Göran Hägglund
- 2015- Ebba Busch

### Schwedisch
- Niels Arbøl: Kristdemokraterna en världsrörelse (Samhällsgemenskap, 1986) ISBN 91-85036-22-6 (svensk översättning Ingvar Svensson)
- Cecilia Hjort Attefall: Partiet som lyfte: 40 år med svensk kristdemokrati: 1964-2004 (Samhällsgemenskap, 2004) ISBN 91-85036-52-8
- Birger Ekstedt: KDS – en politisk nödvändighet (Samhällsgemenskap, 1970)
- Göran V. Johansson: Kristen Demokrati På Svenska (Liber, 1985) ISBN 91-40-05103-X
- Erik Lindfeldt: Moralpartiet. En bok om KdS (Carlssons, 1991) ISBN 91-7798-433-1
- Bernt Olsson: Upprinnelsen. Om Kristdemokraternas första tid i Sverige (Samhällsgemenskap, 2004) ISBN 91-85036-56-0
- Allan Sandström: KDS – Partiet bakom fromhetsvallen (LT, 1979) ISBN 91-36-01329-3
- Alf Svensson: I Tiden, från motvind till uppvindar (Samhällsgemenskap, 1984) ISBN 91-85036-10-2
- Kristdemokratisk Debatt (Parteizeitung 1992–2003) ISSN 1103-1522